# Pleistodontes plebejus
Pleistodontes plebejus är en stekelart som beskrevs av Wiebes 1963. Pleistodontes plebejus ingår i släktet Pleistodontes och familjen fikonsteklar.
Artens utbredningsområde är Papua Nya Guinea. Inga underarter finns listade i Catalogue of Life.